# مارتن فريدك
مارتن فريدك (بالتشيكية: Martin Frýdek)‏ هو لاعب كرة قدم تشيكي في مركز الوسط، ولد في 24 مارس 1992 في هرادتس كرالوفه في جمهورية التشيك. شارك مع منتخب التشيك تحت 19 سنة لكرة القدم ومنتخب جمهورية التشيك تحت 20 سنة لكرة القدم ومنتخب جمهورية التشيك تحت 21 سنة لكرة القدم ومنتخب جمهورية التشيك لكرة القدم. أما مع النوادي، فقد لعب مع سبارتا براغ ونادي سلوفان ليبيريتس ونادي سينيتسا.

## وصلات خارجية
- مارتن فريدك على موقع الاتحاد الأوربي (الإنجليزية)
- مارتن فريدك على موقع الاتحاد التشيكي (الإنجليزية)
- مارتن فريدك على موقع قاعدة بيانات كرة القدم.إي يو (الإنجليزية)
- مارتن فريدك على موقع ناشيونال فوتبول تيمز (الإنجليزية)
- مارتن فريدك على موقع Soccerway.com (الإنجليزية)
- مارتن فريدك على موقع عالم كرة القدم.نت (الإنجليزية)
- مارتن فريدك على موقع AS.com (الإسبانية)